# Bardbarian
Bardbarian est un jeu vidéo d'action développé par TreeFortress et édité par Bulkypix, sorti en 2014 sur iOS, Android, Windows et Mac.

## Accueil
- Gamezebo : 5/5[1]
- Pocket Gamer : 8/10[2]
- TouchArcade : 5/5[3]